# 埃克托尔·罗德里格斯 (柔道运动员)
埃克托尔·罗德里格斯（西班牙語：Héctor Rodríguez，1951年8月12日—），古巴男子柔道运动员。他曾代表古巴参加1972年、1976年和1980年夏季奥林匹克运动会柔道比赛，其中1976年奥运会获得一枚金牌。